# Utz Aichinger
Utz Aichinger (* 13. Juni 1938 in Stuttgart; † 10. Mai 2023) war ein deutscher Hockeyspieler.
Aichinger war für den HTC Stuttgarter Kickers aktiv. Zwischen 1960 und 1969 kam er zu 59 Einsätzen in der deutschen Hockeynationalmannschaft der Herren.
Aichinger war Mitglied der deutschen Hockeynationalmannschaften, die an den Olympischen Sommerspielen 1960 in Rom und an den Olympischen Sommerspielen 1968 in Mexico-Stadt teilnahmen. In Rom wurde der 7. Platz, in Mexiko-Stadt der 4. Platz belegt.
Aichingers Schwester Bärbel Aichinger war auch Hockeynationalspielerin.